# Bedy Moratti
Maria Rosa Moratti, nota come Bedy Moratti (Milano, 12 gennaio 1942), è un'attrice italiana.
È la terza dei sei figli di Angelo Moratti e di Erminia Cremonesi, sorella di Massimo e Gian Marco. Ha una figlia di nome Maria Sole Giuliani ed un nipote di nome Giovanni d’Aloja.

## Biografia
Attrice prevalentemente di teatro, ha preso parte a film, alcuni dei quali diretti da registi famosi, sia per il grande schermo che per la tv. Ha anche ricoperto un ruolo di rappresentanza per la squadra dell'Inter, già di proprietà del fratello Massimo, in qualità di "Presidente Onorario Inter Club".

## Vita privata
Nell'ambiente del cinema era nota una sua relazione con l'attore Klaus Kinski. Fu moglie di Gian Germano Giuliani, proprietario dell'azienda Amaro Medicinale Giuliani.

## Filmografia

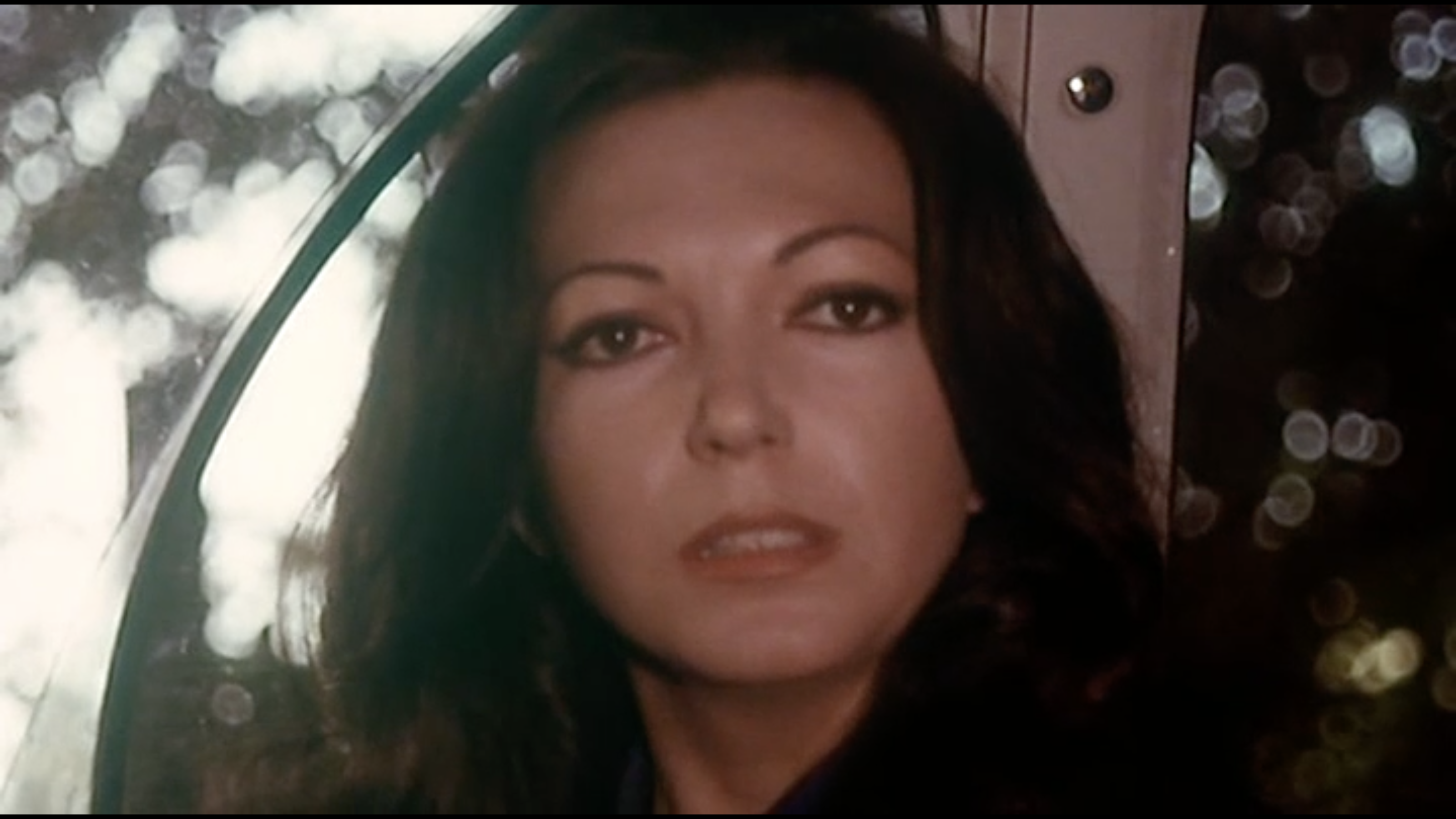
Bedy Moratti nel film L'arma l'ora il movente (1972)

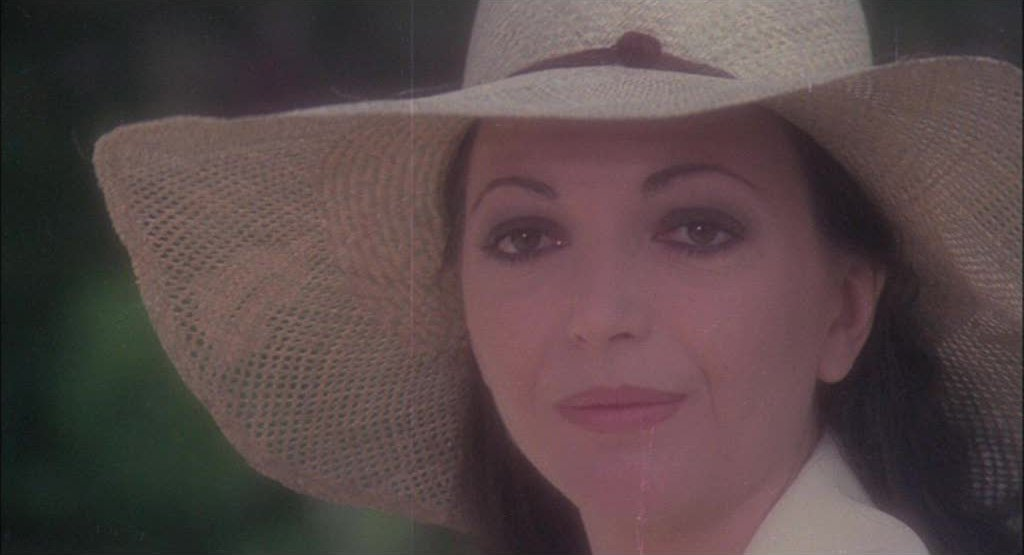
Bedy Moratti nel film ...a tutte le auto della polizia (1975)

### Cinema
- Revenge, regia di Pino Tosini (1969)
- Una storia d'amore, regia di Michele Lupo (1969)
- Quello sporco disertore, regia di León Klimovsky (1971)
- L'arma l'ora il movente, regia di Francesco Mazzei (1972)
- La città del sole, regia di Gianni Amelio (1973)
- Memoriale delle rovine, regia di Andrea Frezza (1973)
- Pianeta Venere, regia di Elda Tattoli (1974)
- Identikit, regia di Giuseppe Patroni Griffi (1974)
- Diario segreto da un carcere femminile, regia di Rino Di Silvestro (1974)
- ...a tutte le auto della polizia..., regia di Mario Caiano (1975)
- Le donne non vogliono più, regia di Pino Quartullo (1993)
- Diario di un vizio, regia di Marco Ferreri (1993)
- Mario, Maria e Mario, regia di Ettore Scola (1993)
- Il decisionista, regia di Mauro Capelloni (1997)
- Tra due donne, regia di Alberto Ferrari (2001)
- Il ronzio delle mosche, regia di Dario D'Ambrosi (2003)
- Sotto il sole nero, regia di Enrico Verra (2004)
- Appuntamento a ora insolita, regia di Stefano Coletta (2007)
- L'intrepido, regia di Gianni Amelio (2013)

### Televisione
- Il suo nome per favore – programma TV (1972)
- La figlia di Iorio, regia di Ernesto Calindri – film TV (1974)
- Diagnosi, regia di Mario Caiano – miniserie TV (1975)
- Don Giovanni in Sicilia, regia di Guglielmo Morandi – miniserie TV (1977)
- Occhio di Falco, regia di Vittorio De Sisti (1995)
- Le nuove avventure di Arsenio Lupin – serie TV (1996)
- Una donna per amico – serie TV (1998)
- Lui e Lei, regia di Luciano Mannuzzi
- Un posto al sole
- Quelli che il calcio (2008-2009) - talk show, inviata-cronista
- Camera Café
- Radio Sex

## Teatro
- La dodicesima notte, di William Shakespeare, regia di Fantasio Piccoli
- I fidanzati impossibili, di George Bernard Shaw, regia di Ernesto Calindri
- Grand Gruignol, regia di Marcello Aste
- Antonio Von Elba, regia di Luciano Mandolfo
- Un patriota per me, di John Osborne, regia di Giancarlo Cobelli
- Il piccolo teatro del mondo, di Hugo von Hoffmansthal, regia di Giancarlo Cobelli
- Dialogo nella palude, di Marguerite Yourcenar, regia di Giancarlo Cobelli
- Viaggio all’inizio del ritorno, tratto da Hugo von Hoffmansthal, regia di Giancarlo Cobelli
- L'assassinio di Sister George, di F. Marcus, regia di Patrick Rossi Castaldi
- Preoccupazione per Lalla, di Antonio Brancati, regia di Marco Maltauro
- Caligola, di Albert Camus, regia di Marco Lucchesi
- Commedia femminile, di Dacia Maraini, regia di Marco Maltauro
- L'angelo della signora, di M. Chiese e M. Maltauro, regia di Marco Maltauro
- Angels in America, di Tony Kushner, regia di Walter Mramor
- Liliom, di Ferenc Molnár, regia di Gigi Dall'Aglio
- Sangue, di F. Noren, regia di Franco Però
- Elettra, di Euripide, regia di Livio Galassi
- Danno e desiderio, di K.M. Ryan, regia di Massimo Belli
- Il sogno del fuoco, tratto da G. D’Annunzio, regia di Laura Granatella
- Niente Lacrime, di W. Fontana, regia di Marco Rampoldi
- Maria di Magdala la penitente, regia di Laura Granatella
- La santa di Little Italy, di E. Groppali, regia di Massimo Belli
- Brooklyn Cafè, di Gerardo Placido, regia di Gerardo Placido
- La memoria di Hannah, di Yves Lecomte
- Donne di vetro, regia di Massimo Belli